# 千葉中央ツインビル
千葉中央ツインビル（ちばちゅうおうツインビル）は、千葉県千葉市中央区に所在する複合施設。2棟のアシンメトリーツインタワーで構成されており、店舗、事務所、ホテル、公共公益施設が入居する。第2回千葉市優秀建築賞を受賞。

## 概要
市街地再開発事業により、高度利用地区、市街地再開発事業地区である千葉中央地区第1街区、第2街区に2棟のツインビル建設が行われた。1989年竣工の千葉中央ツインビルは千葉市の中心部、千葉都市モノレール1号線の葭川公園駅からすぐの場所に立地しており、国道14号（千葉街道の終点付近）を挟んで1号館と2号館の2棟が並んでいる。1号館は千葉市中央公園に隣接している。
1号館は地下2階、地上17階、塔屋2階、高さ73メートルの超高層建築物となっており、事務所や店舗のほか、上層階部に三井ガーデンホテル千葉が所在する。2号館は地下3階、地上14階、塔屋1階、高さ56メートルであり、千葉商工会議所、千葉市民活動支援センター、千葉市文化センターなどが所在する（詳しくは主要テナント参照）。

## 歴史
- 1925年（大正14年）竣工の旧第九十八銀行本店（現在の千葉銀行）を1968年（昭和43年）に千葉市中央区千葉港へ新築移転を決定[5]。跡地には千葉中央ツインビル（1号館）が計画される[6]。
- 1989年（平成元年）
  - 7月 - 千葉中央ツインビル1号館・2号館が竣工。
  - 8月 - 三井ガーデンホテル千葉開業。
- 2012年（平成24年）4月4日 - 千葉市民活動支援センターと千葉市ボランティアズカフェを合併させて開館[7]。

## 主要テナント

### 1号館
千葉中央ツインビル1号館（2017年1月12日）
- 地下1階
  - 駐車場
- 1階
  - 明光義塾千葉中央教室
  - ネクストワンインターナショナル
- 2階
  - 三井ガーデンホテル千葉フロント・ロビー
- 3階
  - 三井ガーデンホテル千葉宴会場
- 4階
  - 三井ガーデンホテル宴会場
  - プラザクリエイトストアーズ
  - 日比谷花壇
- 5階
  - 朝日カルチャーセンター千葉
- 6階
  - 東芝エレベータサービス（東関東営業所）
- 7階
  - 一蔵＆オンディーヌ
  - 田辺三菱製薬（千葉・千葉第一）
- 8階
  - オオバ（千葉）
  - 一般財団法人中小企業災害補償共済

　（あんしん財団千葉支局）
- - 千葉中央ツインビル1号館・2号館管理組合
  - 三井不動産ビルマネジメント

　　（千葉中央ツインビルオフィス）
- - 不二サッシ東京千葉営業部
- 9階
  - 千葉セントラル法律事務所
  - たいよう共済千葉
  - 日本公認会計士協会千葉県会
- 10階
  - ファースト・ファシリティーズ千葉
  - ホーチキ（千葉支社）
- 11階
  - 三井不動産（千葉支店）
  - 新日本空調（関東支店）
  - 三井不動産レジデンシャル（千葉支店）
  - 千葉竹沢興業
- 12階
  - 三井ガーデンホテル千葉

### 2号館
千葉中央ツインビル2号館（2013年11月23日）※現地フロアガイドより
- 地下1階
  - 駐車場
  - 防災センター
- 1階
  - 千葉銀行中央支店
  - KNTツーリスト
  - 千葉県産業復興相談センター
  - 千葉メガネ千葉銀座店
- 2階
  - 千葉銀行中央支店
  - ちばぎん証券（本店）
  - ソフトバンク千葉中央
- 3 - 6階
  - 千葉市文化センター[9]
- 7階
  - 千葉県道路公社[10]
- 8階

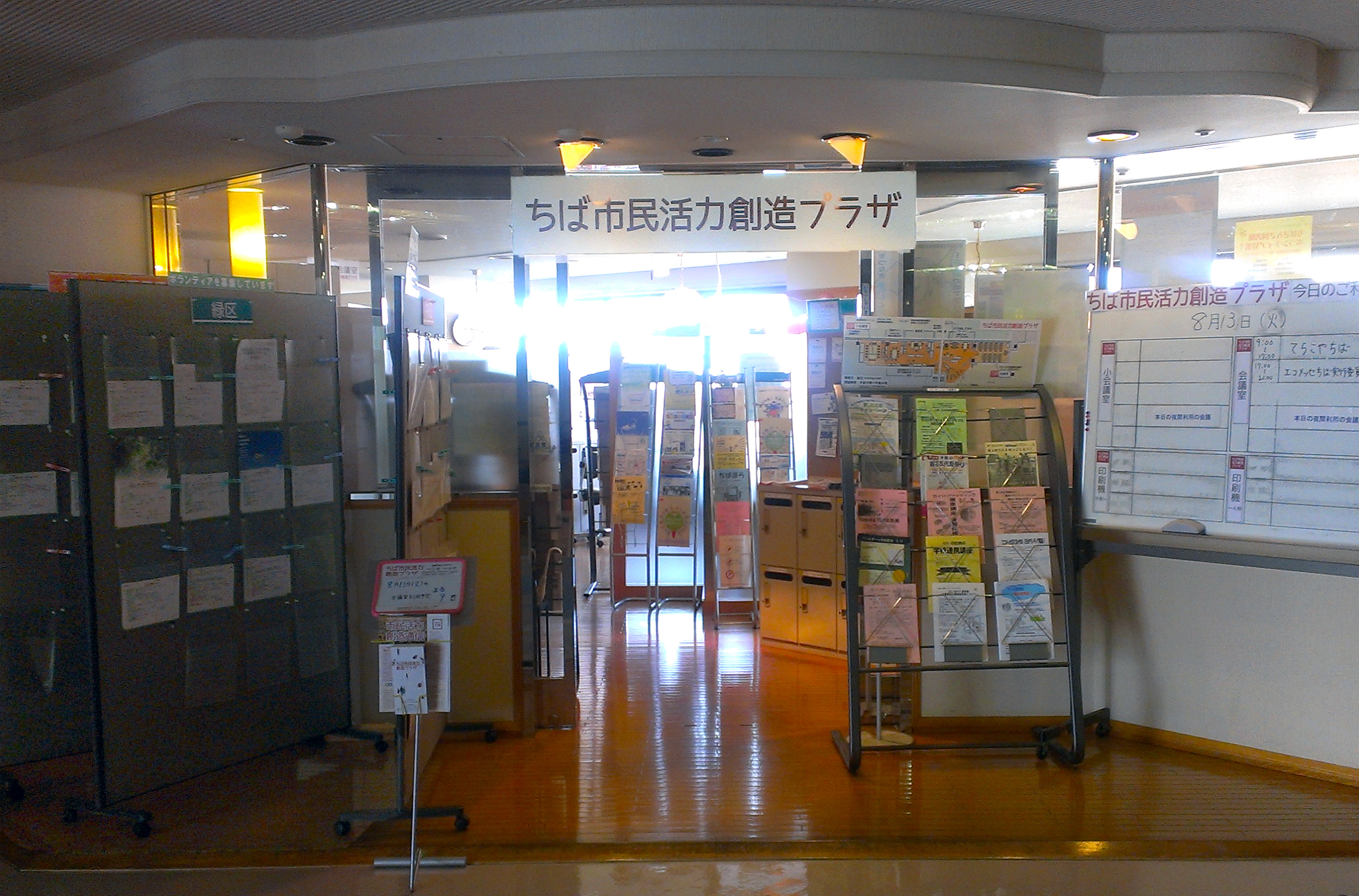
千葉市民活動支援センター（2号館9階）

  - 千葉市国際交流協会（千葉中央コミュニティセンターに移転[11]）
- 9階
  - 千葉市民活動支援センター
  - 千葉市文化センター会議室
- 10階
  - スリーエフ
  - パソナ
- 11階
  - 千葉銀座商店街振興組合[12]
  - 東日本エンジニアリング
  - 三井共同建設コンサルタント
- 12 - 14階
  - 千葉商工会議所連合会（千葉商工会議所）

## アクセス
- 鉄道
  - 千葉都市モノレール 葭川公園駅 徒歩約2分
  - 京成電鉄 千葉中央駅 徒歩約7分
  - JR東日本・千葉都市モノレール・京成電鉄 千葉駅・京成千葉駅 徒歩約7分
- 自動車
  - 最寄りのインターチェンジ
    - 千葉東金道路 千葉東インターチェンジ
    - 京葉道路 穴川インターチェンジ・貝塚インターチェンジ
    - 東関東自動車道 湾岸千葉インターチェンジ

  - 駐車場
    - 千葉中央ツインビル1号館駐車場[13]（一般駐車場）（146台）